# Karl-Hans König
Karl-Hans König (* 5. April 1960 in Lieser an der Mosel, Deutschland) ist ein deutscher Karatelehrer, Senioren Europameister der WFF World Fudokan Federation sowie Herausgeber von Karate und Kampfkunst Fachbüchern.

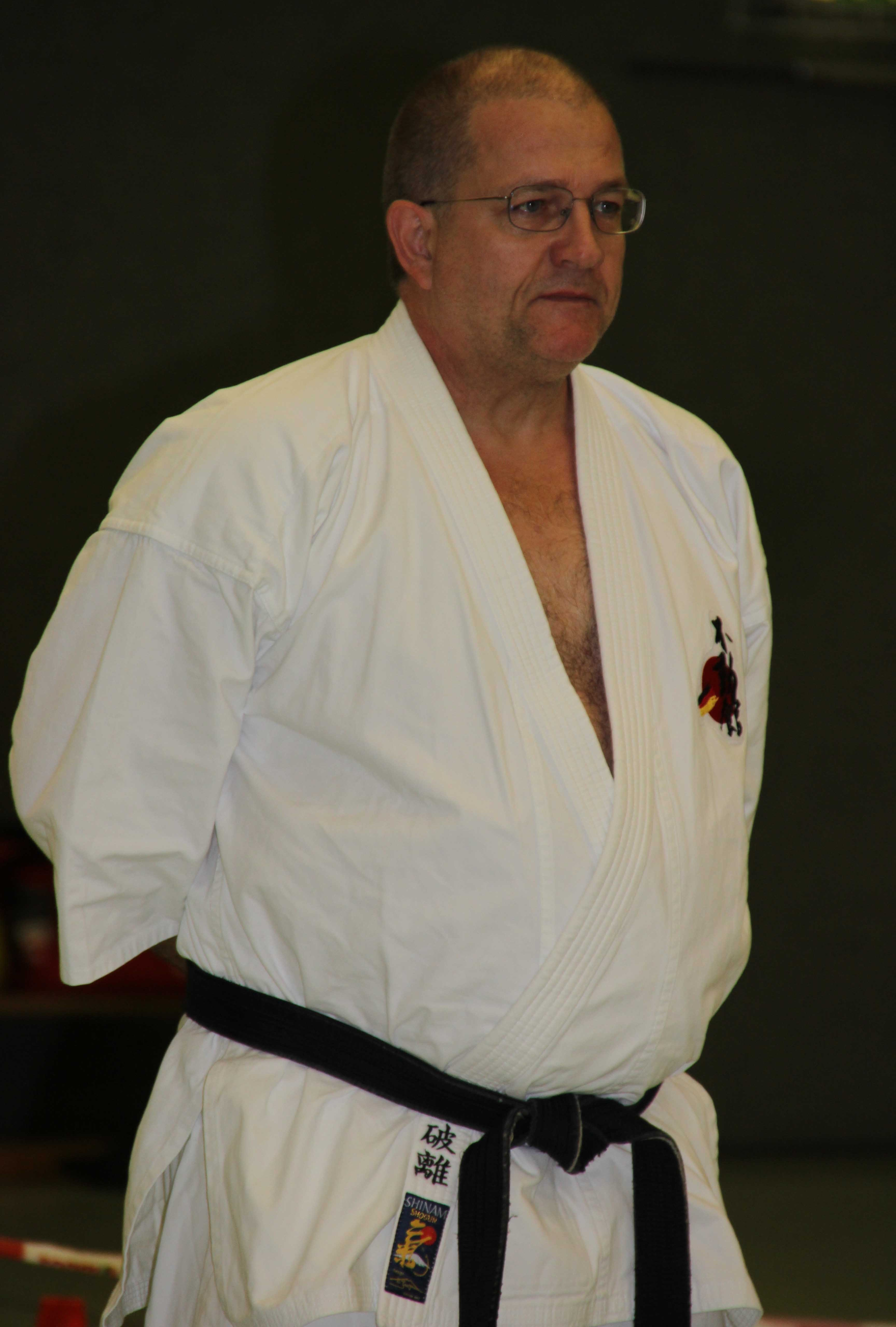

## Leben
Karl-Hans König wurde am 5. April 1960 in Lieser an der Mosel als Sohn des Winzers und Wasserbauarbeiters Karl König und seiner Ehefrau Sybilla König als ältestes von 4 Kindern geboren. Nach einer Ausbildung zum Textilmaschinenführer und Textilveredler-Färberei absolviert studierte er 1983 an der FH Kaiserslautern Textiltechnik. Er praktiziert Zazen.

## Karate-Biographie
Karl-Hans König fing 1975 im All Style Karate Dojo in Bernkastel-Kues mit dem Karate an. Während seines Studiums der Textiltechnik an der FH Kaiserslautern trainierte er dort und wechselte beruflich bedingt 1997 nach Maulburg, Südbaden.
Er trainierte Shotokan Karate mit Schwerpunkt Kata und Bunkai.
2007 lernte er durch den Kontakt mit Prof. Dr. Ilija Jorga (Soke, 10. Dan, Begründer der Stilrichtung Fudokan) das Fudokan Karate kennen und trainiert seitdem diese Stilrichtung.

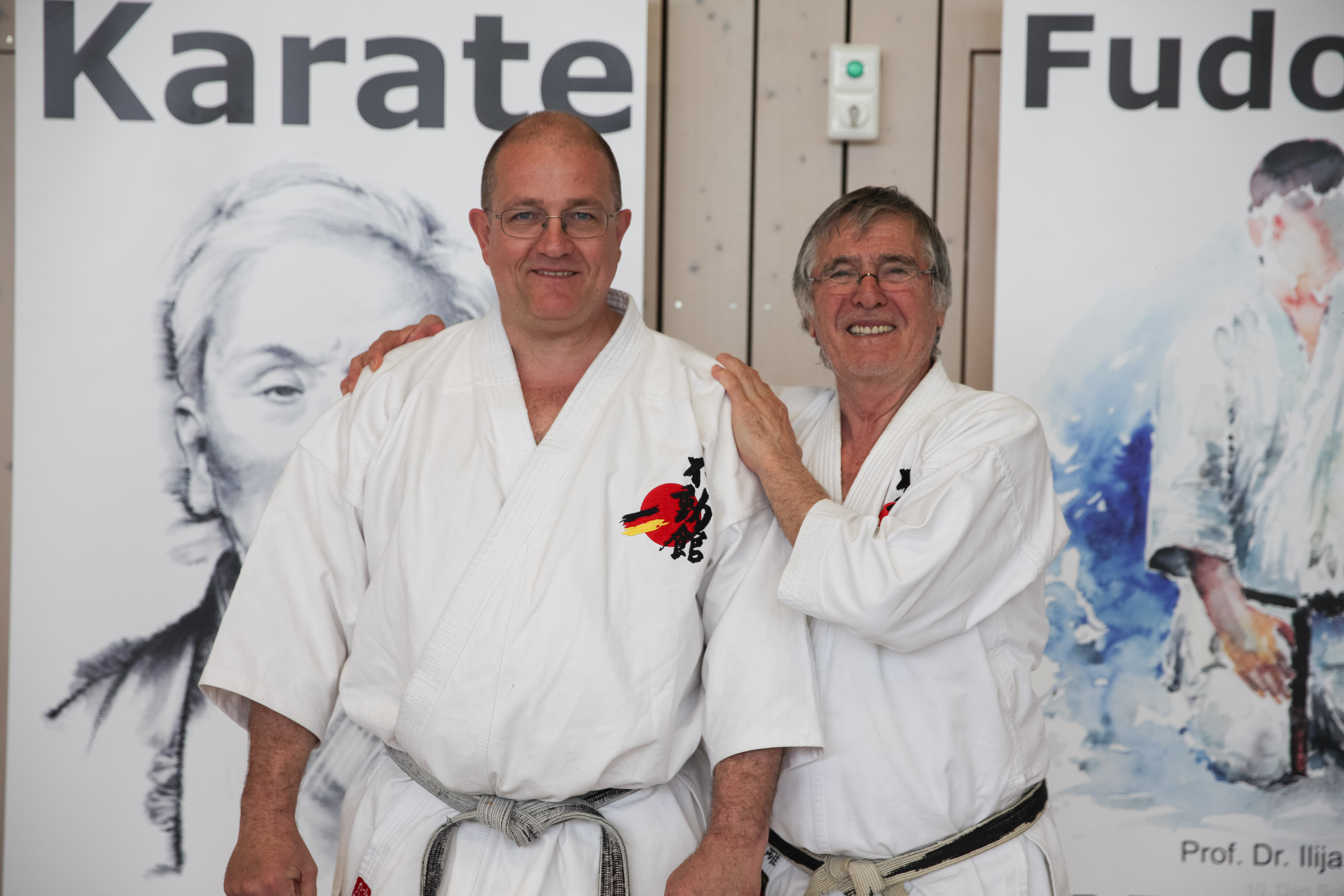

## Funktionen in Karate Verbänden
Karl-Hans König ist national und international in folgenden Funktionen aktiv:
- Präsident der Fudokan Karate Akademie Deutschland e.V. (FKAD)[1]
- Mitglied der technischen Kommission des World Fudokan Federation WFF[2]

## Internationale Erfolge
- Europameisterschaften:
  - 2014 (Gold): Individual Male Kata Kobudo Masters (50+ Jahre)[3]
- Weltmeisterschaften:
  - 2017 (Bronze): Male Kata Masters (35–50 Jahre) All Belts (All Styles)[4]

## Publikationen

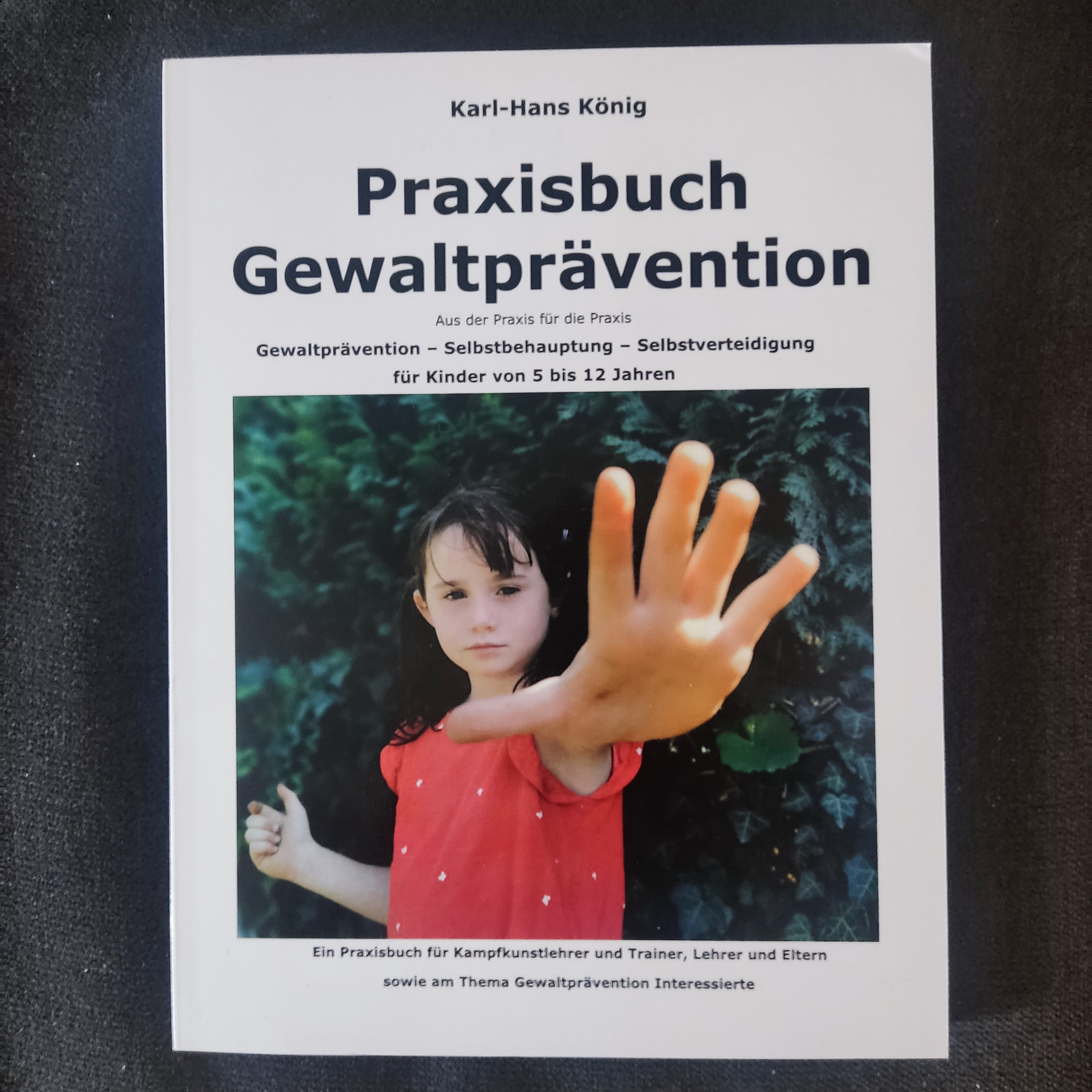

- Karl-Hans König, Praxisbuch Gewaltprävention für Kinder, BoD 2023 Book on Demand GmbH, Norderstedt, ISBN 978-3-7578-6142-1, 1. Auflage Oktober 2023
- Karl-Hans König, Fudokan Karate Kata Washi No Maai, BoD 2024 Book on Demand GmbH, Norderstedt, ISBN 978-3-7578-3879-9, 1. Auflage
- Karl-Hans König: Fudomotion – Gesundheitsorientiertes Karate im biomechanischen Optimum, BoD 2018
- Hrsg. Karl-Hans König, Prof. Dr. Ilija Jorga: Traditionelles Fudokan Karate – Mein Weg. Grundlegende psychologische und physikalische Prinzipien des Karate, BoD 2012, ISBN 978-3-8482-0452-6.
- Hrsg. Karl-Hans König, Prof. Dr. Ilija Jorga: Traditionel Fudokan Karate – My Way. BoD 2014, ISBN 978-3-8482-0452-6
- Toshiya Magazin, Fudokan Karate – Dr. Ilija Jorga
- Karate Heft DKV, diverse